# フィニアスとファーブ/ザ・ムービー
『フィニアスとファーブ/ザ・ムービー』（Phineas and Ferb the Movie: Across the 2nd Dimension）は、2011年のディズニー・チャンネル・オリジナル・ムービー。『フィニアスとファーブ』の劇場版。アメリカでは、2011年8月5日、日本では2011年10月15日に初放送された。

## 概要
ドゥーフェンシュマーツ博士の発明品をフィニアスとファーブが修理したところ、異次元への扉が開きフィニアスとファーブ、そしてペリーとドゥーフェンシュマーツ博士が異次元に飛ばされてしまう。異次元世界は元の世界とは大きく異なり、異次元世界のドゥーフェンシュマーツ博士が支配する世界だった。そして、フィニアス達は異次元世界のドゥーフェンシュマーツ博士との抗争に巻き込まれていく。

## 登場人物
この映画にだけ登場するキャラクターのみ記述する。メインキャラクターについては、フィニアスとファーブのキャラクターを参照のこと。

### 異次元のフィニアスとファーブとその仲間たち
フィニアス・フリン
異次元のフィニアス。本来の性格はフィニアスと同じだが、独裁者に支配された環境のためか臆病になっており、発明をする意思はない。後に反乱軍の仲間になる。
ファーブ・フレッチャー
異次元のファーブ。相変わらず無口（歌で、1度だけしゃべる）な性格だが、異次元のフィニアスと同じくやや臆病になっている様子。後に反乱軍の仲間になる。目にバイザーを付けている。
キャンディス・ガートルード・フリン
異次元では反乱軍のリーダー。元格闘家のようである。家族思いの少女。元の次元のキャンディスと違い常に冷静で、ほとんど表情を変えない。異世界から来たフィニアス一行らを助ける為、ノームボット軍団に逮捕され捕虜にされる。
イザベラ・ガルシア・シャピロ
バルジート博士
ビューフォード・ヴァン・ストム
ドゥーフェンシュマーツ軍と戦う反乱軍の三人幹部。イザベラは親衛隊隊長、バルジートは科学者、ビューフォードは攻撃部隊の兵士。
ジェレミー・ジョンソン
北の襲撃部隊のリーダー。キャンディス救助の為に、仲間になったフィニアスとファーブを連れてくる。

### ファイヤーストーム・ガールズ
異次元の彼女らも反乱軍で、勇敢な構成員。戦闘とスパイのプロである特殊部隊。未登場であるが、他にもファイヤーストームガールズの隊員がいるらしい。
アディソン・スウィートウォーター
ファイヤーストーム部隊の隊員。
ケイティー
ファイヤーストーム部隊の隊員。
グレッチェン
ファイヤーストーム部隊の副リーダー。
ジンジャー・ヒラノ
ステイシーの妹。ファイヤーストーム部隊の隊員。
ホリー
ファイヤーストーム部隊の隊員。
ミリー
ファイヤーストーム部隊の隊員。

### 異次元の敵
ハインツ・ドゥーフェンシュマーツ博士
異次元世界のダンヴィルの指導者。無数のロボット軍団を組織して支配している。異次元から来たフィニアスたちを捕まえようとする。支配者になった理由はある物をなくしたためである。ドゥーフェンシュマーツ博士と共通する部分もあるが、人が好い彼と違い賢い性格で、ドゥーフェンシュマーツ博士すら焦りを見せるほどの残酷な暴君である人物。左目には傷のついた眼帯をしている。
カモノボーグペリー
異次元のドゥーフェンシュマーツ博士にサイボーグに改造されたカモノハシペリー。ドゥーフェンシュマーツ博士の命令で働いている。無敵の最強ロボット軍団の最高司令官である。背中にウイングがある為、飛行できる。カモノハシペリーこと、エージェントPと死闘した。
ノームボットたち
強力な攻撃が可能なロボットの大軍。
ヴァネッサ・ドゥーフェンシュマーツ
ハインツ・ドゥーフェンシュマーツ博士の娘。

## 挿入歌
ディズニー・チャンネルでの初回の放送では、「新しい現実へ」はオードリーが歌ったものが放送されたが、それ以降からの放送やDVDではオリジナルのバージョンが使用されている。
| 挿入歌                     | 原題                           | 歌唱                                                                               |
| -------------------------- | ------------------------------ | ---------------------------------------------------------------------------------- |
| ペリーと一緒なら           | Everything's Better with Perry | 風雅なおと                                                                         |
| ベスト・フレンドそれは自分 | Brand New Best Friend          | ドゥーフェンシュマーツ、異次元のドゥーフェンシュマーツ                             |
| 夏のこと どこから話そう？  | Summer (Where Do We Begin?)    | フィニアス、異次元のフィニアス、ファーブ（立花敏弘）、異次元のファーブ（立花敏弘） |
| もう行くよ                 | I Walk Away                    | 原田真純                                                                           |
| 新しい現実へ               | Brand New Reality              | 岡崎昌幸、立花敏弘／オードリー                                                     |
| ロボット決戦               | Robot Riot                     | ラブ・ハンドル                                                                     |
| 頼れる相棒                 | Takin' Care of Things          | 立花敏弘                                                                           |
| 上を目指せ                 | Kick it Up A Notch             | フィニアス、ファーブ（立花敏弘）、異次元のドゥーフェンシュマーツ                   |
| 謎の力（未公開シーン）     | Mysterious Force               | キャンディス（原語版流用）                                                         |

## その他
2015年1月31日には、本作の後日談エピソードである123話「バック・トゥ・ザ・ムービー」が放送された。本作(ドゥーフェンシュマーツが捕らえられて)から2ヶ月が経ち、平和を取り戻した異次元が舞台。反乱軍が再び、潜んでいた悪と戦うという内容になっている。